# Richard C. Tolman
Richard Chace Tolman (n. 4 martie 1881, West Newton⁠(d), Newton⁠(d), Massachusetts, SUA – d. 5 septembrie 1948, Pasadena, California, SUA) a fost un fizician matematic și un fizico-chimist american cu contribuții mecanic-statistice.